# Indisch seminarium
Het Indisch seminarium , ook wel Seminarium Indicum, was het eerste Nederlandse opleidingsinstituut voor de zending. Het bestond van 1622 tot in 1633. Na druk van enkele classes binnen de Hervormde Kerk hadden de Staten-Generaal de VOC de opdracht gegeven een dergelijk instituut in het leven te roepen en te financieren.

## Voorgeschiedenis
Al in de Nederlandse Geloofsbelijdenis van 1561 stond in artikel 36, dat het de taak van de overheid was "om te weren en uit te roeien alle afgoderij en valse godsdienst, om het rijk van de antichrist te gronde te werpen en te bevorderen dat het koninkrijk van Jezus Christus komt en het Woord van het evangelie overal gepredikt wordt, zodat God door ieder geëerd en gediend wordt, zoals Hij in zijn Woord gebiedt".
In 1603, een jaar na de oprichting van de VOC, namen de Heren Zeventien het besluit "oock geordoneert, dat men sal vernemen nae twee geschickte ende bequame persoonen, omme Godts Woorts voor te dragen, ende ‘t volck jegens alle superstitie ende verleydinge der Mooren ende Atheisten uyt de H. Schrifture te vermanen". De Hervormde Kerk zou hiervoor predikanten, ziekenverzorgenden en onderwijzers moeten rekruteren voor het werk in Nederlands-Indië. Het is het eerste voorbeeld van een Europese protestantse kerk om zending in een niet-Europese context te gaan bedrijven, niet alleen voor haar Europese werknemers, maar ook voor Aziaten.
Het bleef echter een probleem om bekwame en beschikbare predikanten te vinden die bereid waren in de Oost te werken. Pas in 1606 was de eerste kandidaat gevonden in Hendrick Danielsz Slatius. Slatius tekende een contract met de VOC, waarin de compagnie zijn studie theologie aan de Universiteit van Leiden zou betalen en hij daarna in dienst van de VOC naar Nederlands-Indië zou vertrekken. Het contract vermeldde onder meer de verplichting dat Slatius Maleis of andere Indische talen zou leren beheersen zodat het mogelijk werd dat hij de arme blinde heidenen het woord van God kon onderwijzen en God’s verlossing brengen. Bij zijn eindexamen in Middelburg werden bedenkingen tegen Slatius gemaakt omdat hij aanhanger was van de ideeën van Arminius. In Utrecht slaagde hij wel voor het examen, hoewel hij geadviseerd werd zich te conformeren aan de ideeën van Gomarus. Hierop zag Slatius af van uitzending naar de Oost.
In de periode hierna werd in meerdere classes verder gesproken over rekrutering van predikanten. Vanaf 1616 begon het idee zich te ontwikkelen van een apart opleidingsinstituut voor predikanten die in de Oost zouden gaan werken. Er werd daarbij gewezen op het geringe aantal predikanten in dienst van de VOC, die daarbij zelden het Maleis beheersten. Men was van opvatting dat er helemaal geen beleid met betrekking tot de predikanten werd gevoerd; hun uitzending bleef afhankelijk van de toevallige beschikbaarheid van een kandidaat. Men was ook van oordeel dat zendingsarbeid niet aan ongeschoolde en onervaren jonge mannen mocht worden overgelaten, maar dat er mensen vereist waren die naast theologische scholing "oock, neffens de kennisse der maleytse sprake, ervaren in der regieringe, geoeffent in der Joden Mahumetisten, Paganen, ende andere heydenen superstitien, en de huydendaegse religiën, om niet alleen den genen die leersaam, reckelyck ende geseggelyck zijn, maar oock den tegenspreeckers en de verkeerders van sinnen te weerstaen, en den mont te stoppen".
Uiteindelijk kreeg de VOC van de Nederlandse overheid de opdracht een dergelijk instituut te stichten en te financieren.

## Het seminarie
Het Indisch seminarium heeft bestaan van 1622 tot 1633. De rector gedurende de gehele periode was de Leidse hoogleraar Antonius Waleus. De seminaristen vonden ook onderdak in zijn huis aan het Rapenburg. De studenten kregen een theologische opleiding. Daarnaast was er een talenstudie en een studie gericht op het verkrijgen van kennis van de Aziatische context waarin zij zouden moeten gaan werken. Hiervoor werden onder meer enige werken gebruikt van Sebastiaan Danckert, die zijn contract als predikant bij de VOC had uitgediend. Danckert had uitgewerkte ideeën beschreven over een zendingsstrategie op het eiland Ambon. Hij was ook werkzaam als docent op het seminarie. Aandacht werd besteed aan het aanleren van vaardigheden als het schrijven van essays, een catechismus en welsprekendheid.
Op het persoonlijke vlak lag sterk de nadruk op vroomheid en discipline. Er waren voor de studenten een groot aantal leefregels en een vaste dagorde vastgesteld. De bedoeling hiervan was studenten te trainen in zelfbeheersing om die te kunnen aanwenden in een omgeving waar zij bloot zouden staan aan veel verleidingen. Er hebben in deze periode vijfentwintig personen aan het seminarie gestudeerd. Zes personen voltooiden hun studie niet. Veertien werden predikant, waarvan twaalf in dienst van de VOC. Zij werkten als predikant in Batavia, een ander deel van Java, Ambon, Nederlands-Formosa, de Banda-eilanden en de kust van Coromandel.

## De sluiting van het seminarium
De VOC heeft het seminarium twee maal geëvalueerd. De eerste keer in 1628 gaf dat geen aanleiding tot welke vorm van kritiek ook. Na de tweede evaluatie in 1631 besloot de VOC het seminarie te sluiten. De reden hiervoor zou het feit zijn dat er inmiddels voldoende predikanten bereid waren in de Oost te gaan werken. De Hervormde Kerk protesteerde hevig tegen dit besluit.
Er werd dan ook van uitgegaan dat de VOC andere dan alleen financiële belangen voor de sluiting van het seminarium had. Een aantal afgestudeerde predikanten op met name Nederlands-Formosa, zoals Georgius Candidius en Robertus Junius, hadden aanzienlijke aantallen bekeerden gemaakt, waren daarbij zeer zelfstandig opgetreden en hadden als gevolg daarvan soms ook conflicten gehad met de bevelhebber van de VOC op het eiland. Voor de predikanten waren de belangen van de VOC kennelijk te vaak ondergeschikt aan hun zendingsmissie. De protesten mochten niet baten, want de VOC zette de sluiting van het seminarium door. Ook iets latere pleidooien van de Leidse hoogleraar Johannes Hoornbeeck, de eerste die in Nederland een wetenschappelijke missiologie schreef, voor heropening van het seminarium hadden geen resultaat.